# Xanthopteromyia
Xanthopteromyia är ett släkte av tvåvingar. Xanthopteromyia ingår i familjen parasitflugor.
Kladogram enligt Catalogue of Life:
| Xanthopteromyia | \| \| Xanthopteromyia plumosa \| \| \| \| \| \| Xanthopteromyia tegulata \| \| \| \| |
|                 | \| \| Xanthopteromyia plumosa \| \| \| \| \| \| Xanthopteromyia tegulata \| \| \| \| |
|                 | Xanthopteromyia plumosa                                                              |
|                 |                                                                                      |
|                 | Xanthopteromyia tegulata                                                             |
|                 |                                                                                      |